# NGC 4123
NGC 4123 est une galaxie spirale barrée située dans la constellation de la Vierge. NGC 4123 a été découverte par l'astronome germano-britannique William Herschel en 1784.

## Caractéristiques
La classe de luminosité de NGC 4123 est III et elle présente une large raie HI.

### Distance
Sa vitesse par rapport au fond diffus cosmologique est de 2 681 ± 25 km/s, ce qui correspond à une distance de Hubble de 24,80 ± 1,77 Mpc (∼80,9 millions d'al).
À ce jour, une quinzaine de mesures non basées sur le décalage vers le rouge (redshift) donnent une distance de 15,587 ± 5,233 Mpc (∼50,8 millions d'al), ce qui est légèrement à l'extérieur des valeurs de la distance de Hubble. Puisque cette galaxie est relativement rapprochée du Groupe local, cette distance est peut-être plus près de sa distance réelle que la distance de Hubble. Notons que c'est avec la valeur moyenne des mesures indépendantes, lorsqu'elles existent, que la base de données NASA/IPAC calcule le diamètre d'une galaxie.

### Galaxie à sursaut de formation d'étoiles
NGC 4123 est une galaxie à sursaut de formation d'étoiles et elle referme plusieurs étoiles Wolf-Rayet (WR). NGC 4123 est également une galaxie dont le noyau brille dans le domaine de l'ultraviolet. Elle est inscrite dans le catalogue de Markarian sous la cote Mrk 1466 (MK 1466). Selon la base de données Simbad, NGC 4123 est une galaxie à noyau actif.

### Luminosité dans l'infrarouge
La luminosité de la galaxie NGC 4123 dans l'infrarouge lointain (de 40 à 400 µm)  est égale à 3,55 × 109 {\displaystyle L_{\odot }} (109,55{\displaystyle L_{\odot }}) et sa luminosité totale dans l'infrarouge (de 8 à 1 000 µm) est de 5,75 × 109 {\displaystyle L_{\odot }} (109,76{\displaystyle L_{\odot }}).

### Brillance de surface
En raison d'une brillance de surface égale à 14,25 mag/am2, on peut qualifier NGC 4123 de galaxie à faible brillance de surface (LSB en anglais pour low surface brightness). Les galaxies LSB sont des galaxies diffuses (D) avec une brillance de surface inférieure de moins d'une magnitude à celle du ciel nocturne ambiant.

## Morphologie

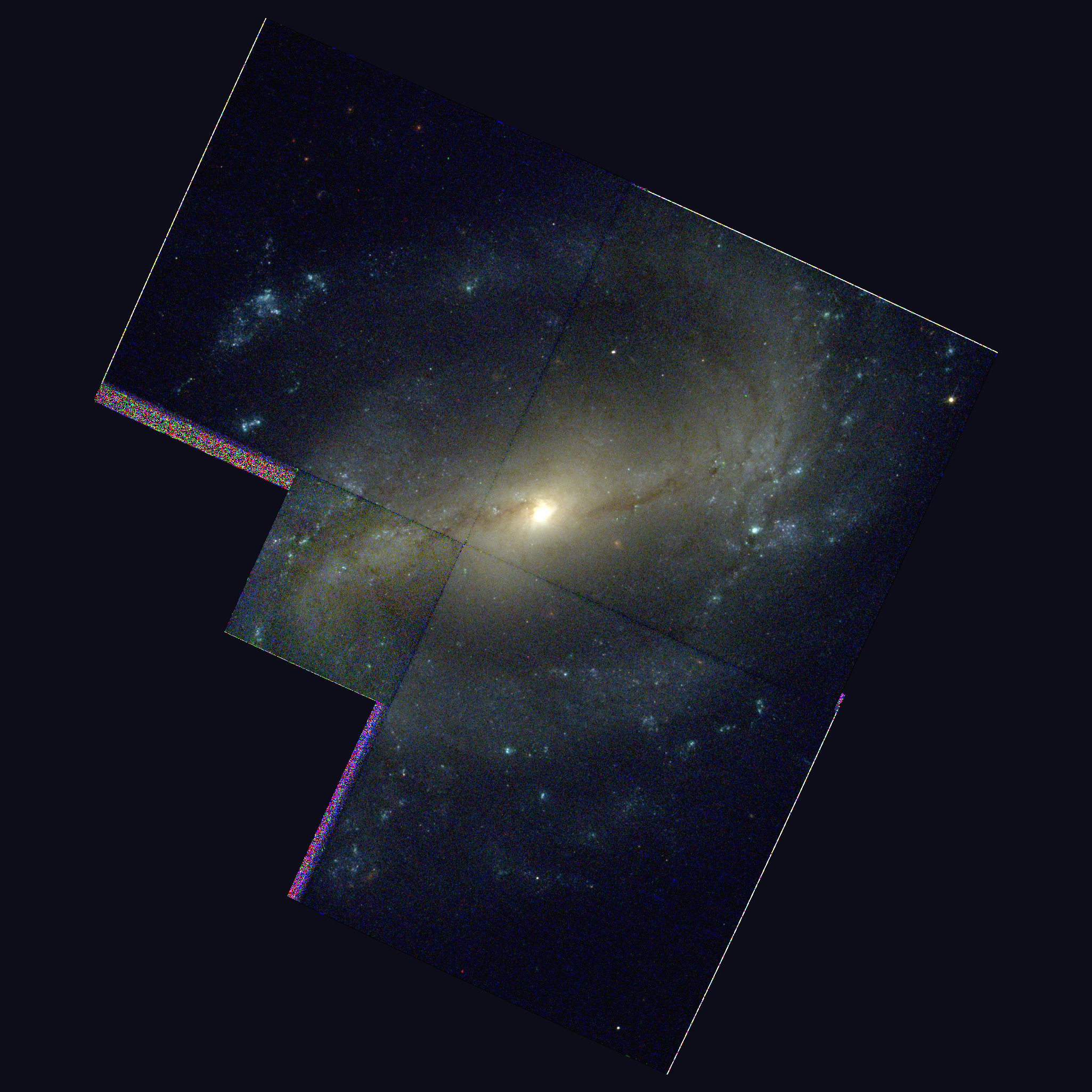
NGC 4123 par le télescope spatial Hubble.
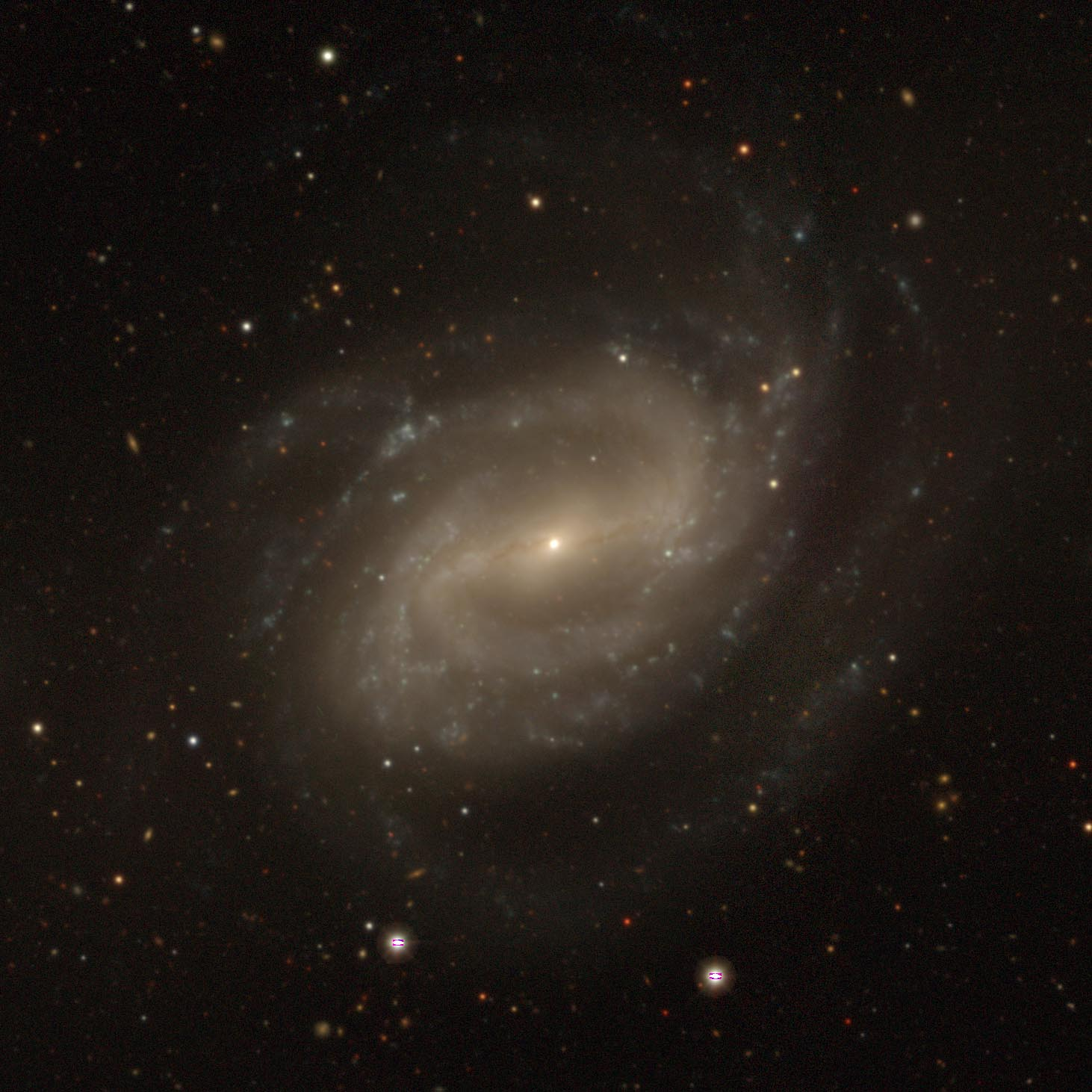
NGC 4123 par le projet « Legacy Surveys DR10 »[8].

Eskridge, Frogel et Pogge ont publié un article en 2002 décrivant la morphologie de 205 galaxies spirales ou lenticulaires rapprochées. Les observations ont été réalisées dans la bande H de l'infrarouge et dans la bande B (le bleu). Selon Eskridge et ses collègues, NGC 4123 est de type SBbc dans la bande B et SBb dans la bande H. Le noyau de NGC 4123 est encastré dans un bulbe très elliptique. Ce bulbe montre une distorsion en X proéminente et des isophotes externes en forme de carré/cacahuète. Une longue barre de contraste élevé enfile la diagonale du bulbe. Cette barre est asymétrique, le côté est étant plus étroit et ayant une brillance de surface plus forte. Un motif spiralé à deux bras émerge des extrémités de la barre. Ces bras sont très vaporeux et inégaux. Ils sont visibles sur ~180° avant de s'estomper dans le ciel.

## Trou noir supermassif
Selon un article basé sur les mesures de luminosité de la bande K de l'infrarouge proche du bulbe de NGC 4123, on obtient une valeur de 107,0 {\displaystyle M_{\odot }} (10 million de masses solaires) pour le trou noir supermassif qui s'y trouve.

## Groupe de NGC 4123, de M60 et l'amas de la Vierge
NGC 4123 est membre d'un groupe de galaxies qui porte son nom. Le groupe de NGC 4123 comprend au moins 7 membres. Les autres galaxies du groupe sont NGC 4116, NGC 4179, UGC 7035, UGC 7178, UGC 7185 et UGC 7332.
D'autre part, les trois galaxies du New General Catalogue du groupe de NGC 4123 apparaissent aussi dans une liste de 227 galaxies d'un article publié par Abraham Mahtessian en 1998. Cette liste comporte plus de 200 galaxies du New General Catalogue et une quinzaine de galaxies de l'Index Catalogue. On retrouve dans cette liste 11 galaxies du Catalogue de Messier, soit M49, M58, M60, M61, M84, M85, M87, M88, M91, M99 et M100.
Toutes les galaxies de la liste de Mahtessian ne constituent pas réellement un groupe de galaxies. Ce sont plutôt plusieurs groupes de galaxies qui font tous partie d'un amas galactique, l'amas de la Vierge. Pour éviter la confusion avec l'amas de la Vierge, on peut donner le nom de groupe de M60 à cet ensemble de galaxies, car c'est l'une des plus brillantes de la liste. L'amas de la Vierge est en effet beaucoup plus vaste et compterait environ 1300 galaxies, et possiblement plus de 2000, situées au cœur du superamas de la Vierge, dont fait partie le Groupe local,.
De nombreuses galaxies de la liste de Mahtessian se retrouvent dans onze groupes décrits dans l'article d'A.M. Garcia, soit le groupe de NGC 4123 (7 galaxies), le groupe de NGC 4261 (13 galaxies), le groupe de NGC 4235 (29 galaxies), le groupe de M88 (13 galaxies, M88 = NGC 4501), le groupe de NGC 4461 (9 galaxies), le groupe de M61 (32 galaxies, M61 = NGC 4303), le groupe de NGC 4442 (13 galaxies), le groupe de M87 (96 galaxies, M87 = NGC 4486), le groupe de M49 (127 galaxies, M49 = NGC 4472), le groupe de NGC 4535 (14 galaxies) et le groupe de NGC 4753 (15 galaxies). Ces onze groupes font partie de l'amas de la Vierge et ils renferment 396 galaxies. Certaines galaxies de la liste de Mahtessian ne figurent cependant dans aucun des groupes de Garcia et vice versa.